# Lilpop, Rau i Loewenstein
Lilpop, Rau i Loewenstein (LRL), właśc. Towarzystwo Przemysłowe Zakładów Mechanicznych „Lilpop, Rau i Loewenstein”, S-ka Akc. – spółka akcyjna założona w 1866 w Warszawie, zlikwidowana w 1944. Początkowo działała w Śródmieściu, do II wojny światowej na Woli.
Zakłady „Lilpopa” były największym zakładem przemysłowym międzywojennej Warszawy. Do 1939 r. spółka zajmowała czołową pozycję w polskim przemyśle budowy maszyn. Oferowała szeroki zakres produkowanych urządzeń, były to: lokomotywy, szyny, wagony kolejowe, wagony motorowe – w tym dla kolei wąskotorowych (Grójeckiej Kolei Dojazdowej oznaczone serią MBxd1), wagony tramwajowe, samochody, nadwozia autobusów, urządzenia wodociągowe, maszyny rolnicze, podwozia samochodów ciężarowych (Chevrolet, Buick), silniki spalinowe, maszyny parowe, turbiny wodne, sprzęt pożarniczy, maszyny pralnicze, elementy mostów kolejowych i miejskich, piece, a także produkty na potrzeby militarne.

## Historia

### Początki spółki

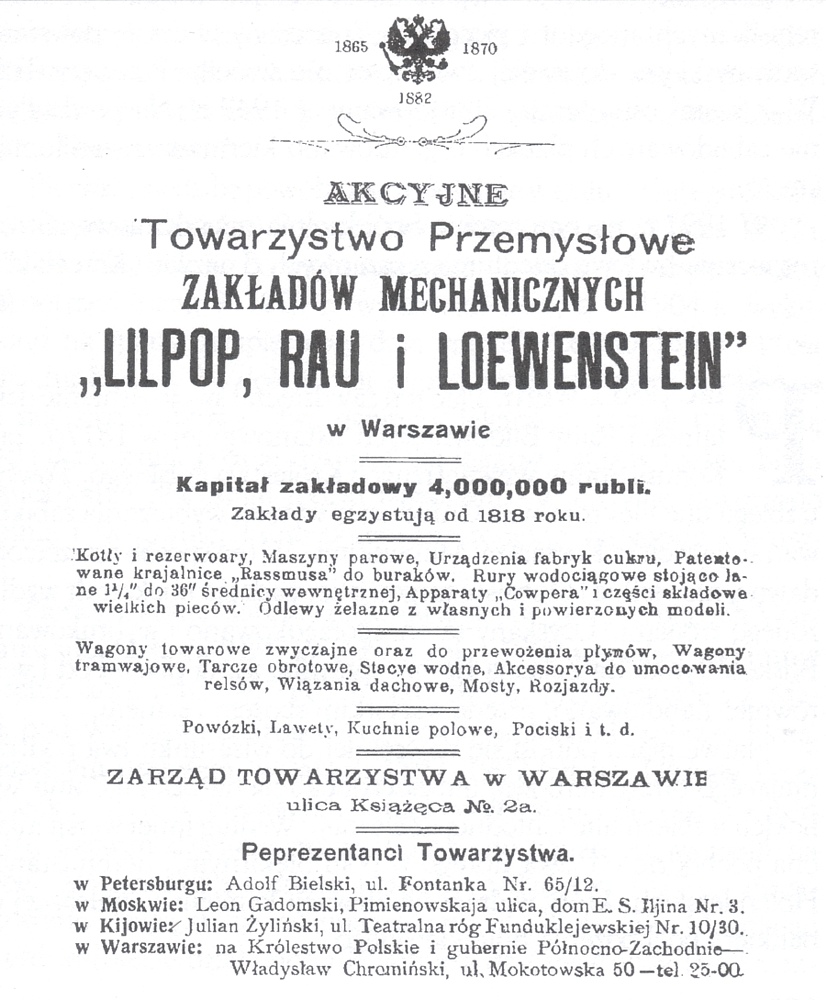
Reklama Towarzystwa Przemysłowego Lilpop, Rau i Loewenstein z 1882

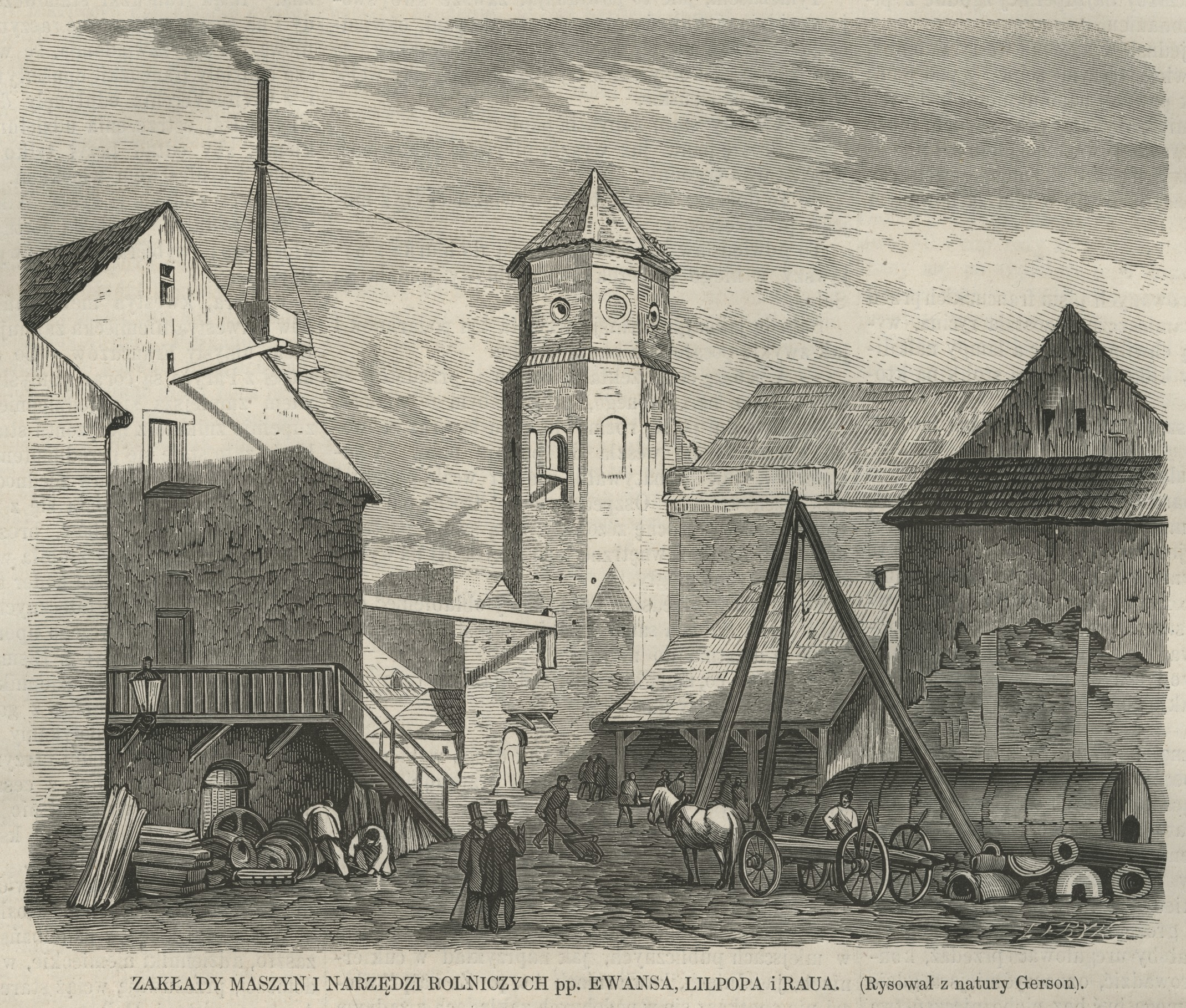
Towarzystwo Przemysłowe Zakładów Mechanicznych Lilpop, Rau i Loewenstein w 1865 roku

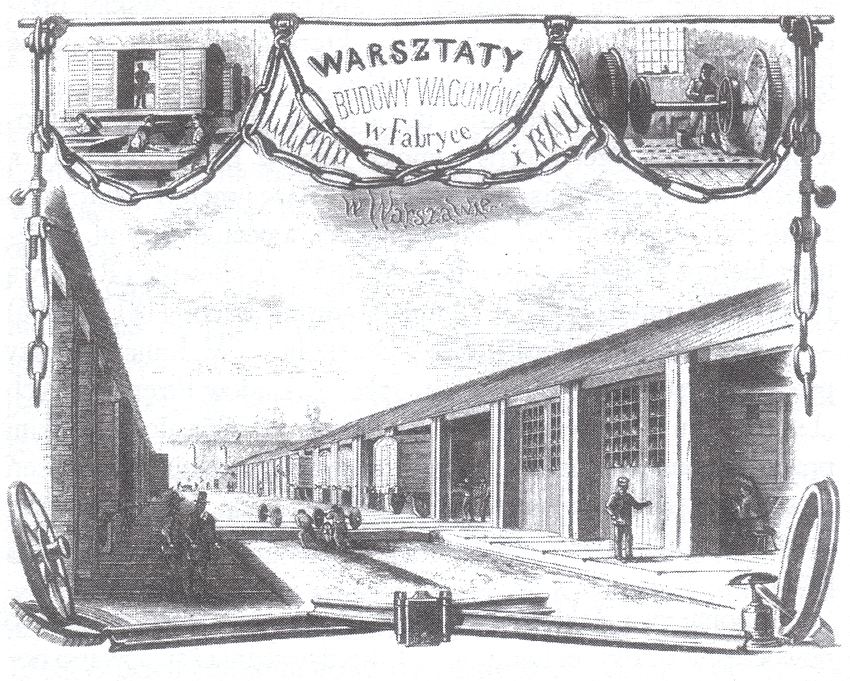
Reklama warsztatów „Lilpop i Rau” z 1860 (przed przystąpieniem do spółki S. Loewensteina w 1866)

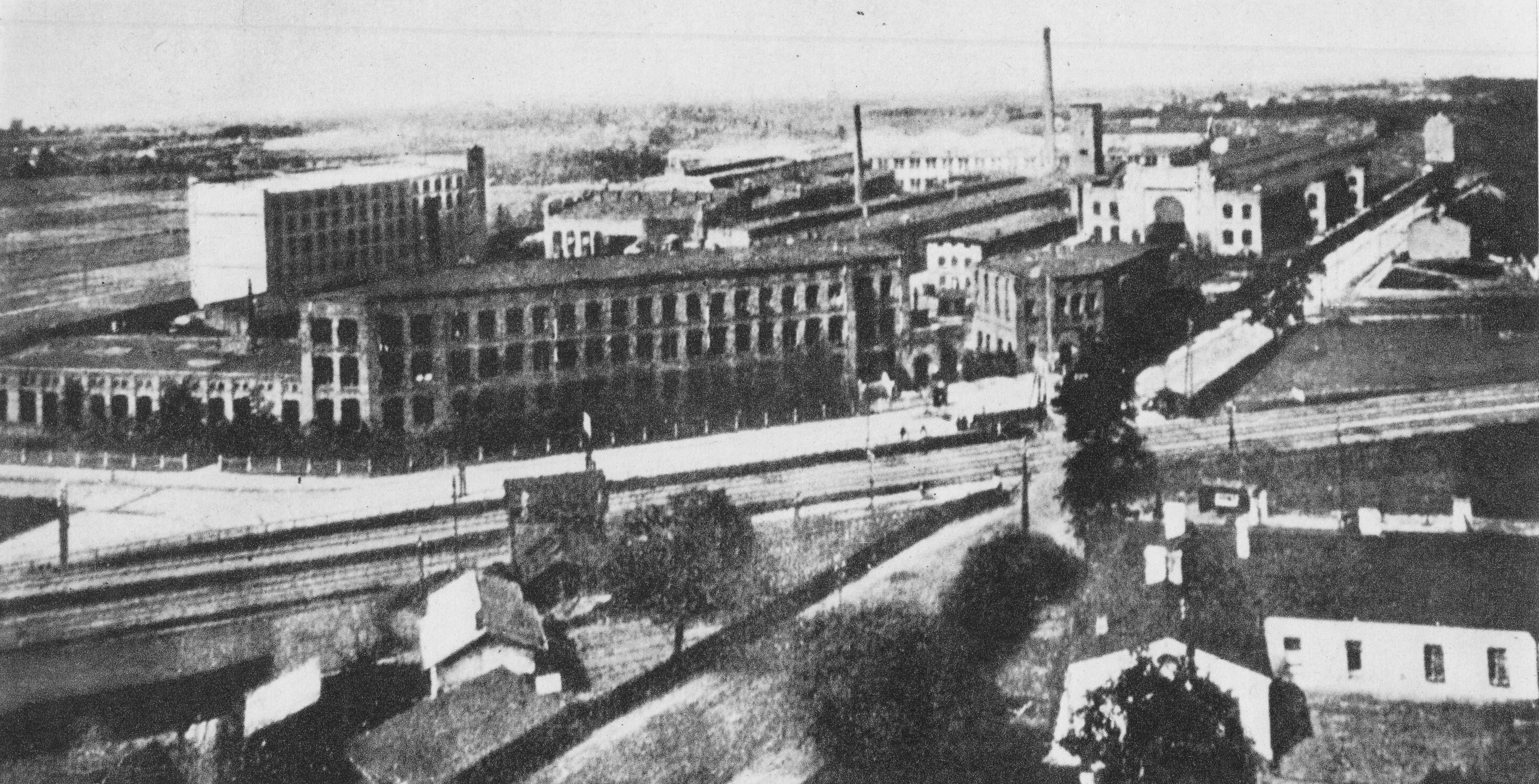
Zakłady Lilpop, Rau i Loewenstein przy ul. Bema na warszawskiej Woli w okresie międzywojennym

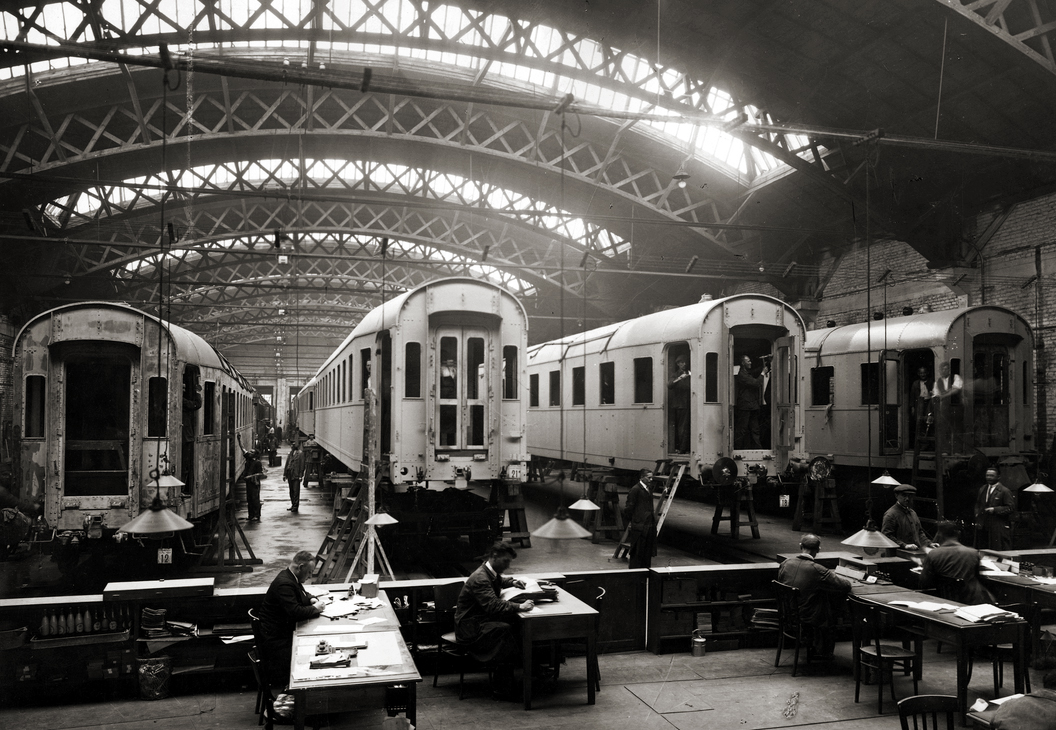
Produkcja wagonów kolejowych

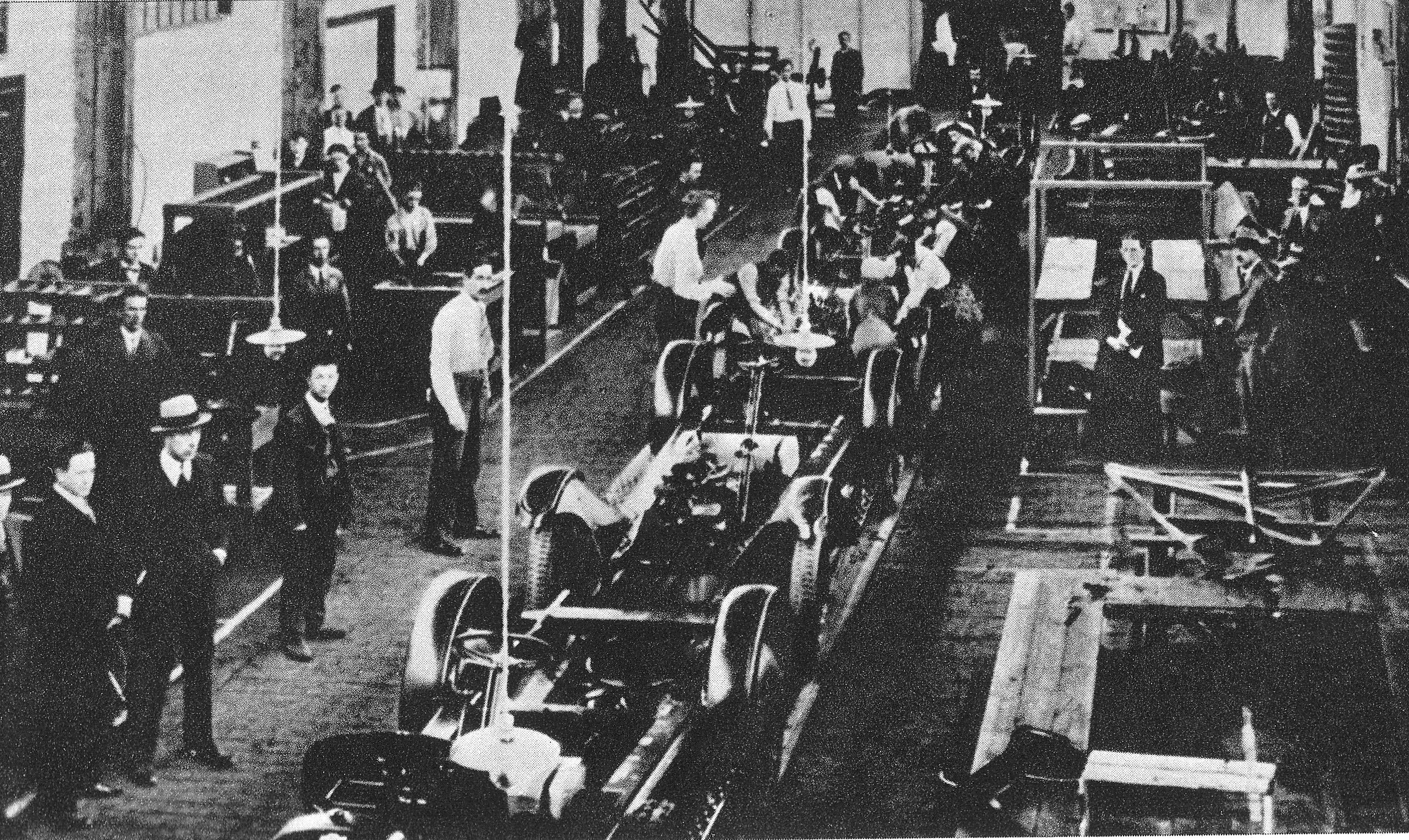
Montaż samochodów na licencji General Motors w drugiej połowie lat 30.

Początki przedsiębiorstwa sięgają 1818 roku, kiedy angielski kupiec Tomasz Evans i metalurg Józef Morris (przy współudziale Polaka, inżyniera Lessera) utworzyli w Warszawie pierwszą odlewnię żelaza i metali kolorowych (Odlewnia i Rządowa Fabryka Machin). Nowa firma, po odejściu w 1824 J. Morrisa, funkcjonowała pod nazwą „Bracia Evans” i znajdowała się początkowo przy ul. Pieszej, a następnie została przeniesiona na ul. Świętojerską do budynków po kościele św. Jerzego i przylegającym do niego klasztorze. W 1855 jako wspólnicy do spółki dołączyli Stanisław Lilpop i Wilhelm Rau (późniejszy dyrektor techniczny fabryki), obejmując funkcje zarządców Odlewni i Rządowej Fabryki Machin. Spółka „Lilpop i Rau” produkowała w tym okresie wagony i szyny kolejowe, co było związane z zamówieniami na nowo powstającą Kolej Warszawsko-Wiedeńską. W 1866 wykupili oni przedsiębiorstwo od dotychczasowych współwłaścicieli i zostali jedynymi udziałowcami fabryki „Bracia Evans” w Warszawie przy ul. Świętojerskiej. Wtedy też Joanna Lilpop, żona Stanisława Lilpopa (zmarłego w 1866 roku) została pierwszą kobietą (i przez długi czas jedyną) we władzach spółki akcyjnej w Królestwie Polskim.
W 1868 r. do spółki dołączył przemysłowiec baron Seweryn Loewenstein. Wniósł on kapitał, który pozwolił na wykup Rządowej Fabryki Machin na Solcu. Rozwijając działalność, spółka nawiązywała do tradycji, podkreślając ciągłość z przejętym zakładem Evansów, podając w ogłoszeniach datę rozpoczęcia działalności na rok 1818. W 1872 powołano do życia Akcyjne Zakłady Mechaniczne Lilpop, Rau i Loewenstein, w 1873 roku przekształcone w Towarzystwo Przemysłowe Zakładów Mechanicznych Lilpop, Rau i Loewenstein Spółka Akcyjna (nazwisko Lilpop, które zostało w nazwie spółki związane jest z Karolem Lilpopem). W latach 1873–1875 spółka była głównym wykonawcą (jako Przemysłowe Towarzystwo Akcyjne Lilpop, Rau i Loewenstein) mostu przy Cytadeli na Wiśle w Warszawie.
W latach 1881–1890 kierownictwo spółki zorganizowało pierwszy koncern hutniczo-metalowy w Polsce (z dominującą rolą zakładów „Lilpop, Rau i Loewenstein”), obejmujący także przedsiębiorstwa z innych gałęzi przemysłu – łącznie utworzyło go 14 przedsiębiorstw na terenach Królestwa Polskiego i Imperium Rosyjskiego – konsolidację w branży umożliwił także kryzys w Rosji w latach 1882–1886, kiedy to spółce udało się wykupić mniejsze fabryki rosyjskie i zdominować rynek prywatnych kolei rosyjskich. Wzmocniło to dodatkowo pozycję „Lilpopa” w Rosji, gdyż od początku swego istnienia utrzymywał stałe przedstawicielstwa w Petersburgu, Moskwie, Kijowie, Tyflisie, Odessie oraz Baku. W wyniku podniesienia ceł produkcja została w 1887 roku przeniesiona do Zagłębia Donieckiego. Od roku 1895 nastąpiło stopniowe zanikanie produkcji maszyn rolniczych (znajdujących się na drugim miejscu w profilu produkcji zakładu, obok szyn i taboru kolejowego).

### Fabryki w Warszawie

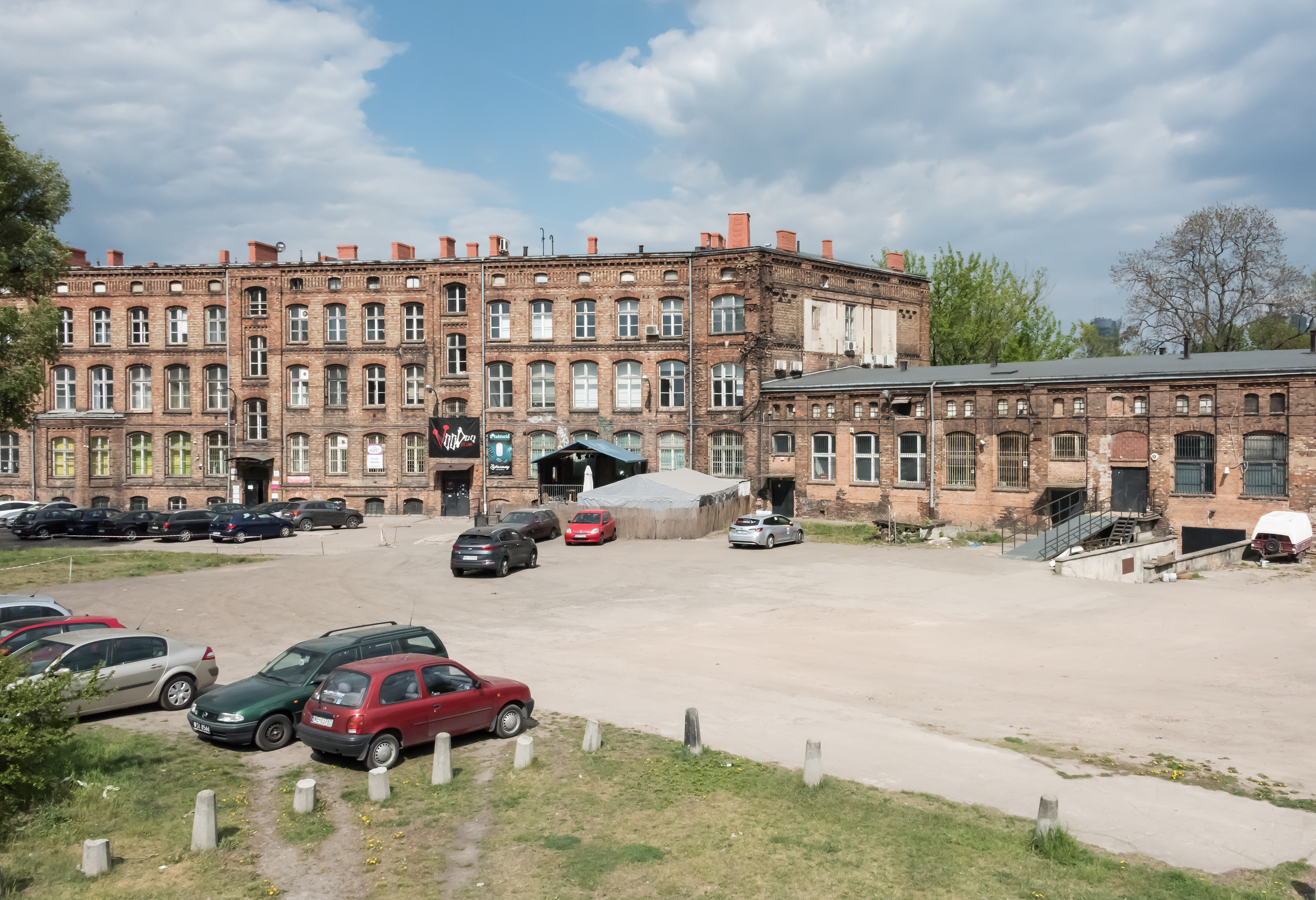
Relikty fabryki, widok od strony al. Prymasa Tysiąclecia

Produkcja z zakładów na Świetojerskiej była przenoszona do rozbudowywanych zakładów na Solcu i w rezultacie zakłady przejęte z fabryką Braci Evans zostały zamknięte (Świetojerska w 1881) lub odsprzedane (Drzewica w 1886).
Spółka nie ograniczała się tylko do produkcji na ulicach Świętojerskiej, Bema czy na Solcu. W 1877 roku powstała dzięki zamówieniom rosyjskim Warszawska Fabryka Stali na Nowej Pradze (ulica Stalowa), gdzie udziałowcami były spółka Lilpop, Rau i Loewenstein oraz Starachowickie Towarzystwo Urządzeń Górniczych. 1 kwietnia 1879 roku przewalcowano w niej pierwszą szynę stalową (inne fabryki firmy wytwarzały szyny kolejowe znacznie wcześniej), a wytwarzano tutaj też obręcze i osie wagonowe.
W 1904 roku rada nadzorcza spółki zezwoliła na zakup nowej posesji (dzisiejsze relikty fabryki przy al. Prymasa Tysiąclecia 48a, dawniej pod adresem ul. Bema 65) wraz z budynkami w Warszawie (Kolonia Fabryczna Augustówka), której sprzedawcą było likwidowane Akcyjne Towarzystwo „August Rephan”. W wykupionych budynkach fabrycznych znajdowały się: warsztat mechaniczny z suwnicą elektryczną o nośności 15 ton, duża tokarnia do wytwarzania kół zamachowych do maszyn parowych oraz heblarka. We frontowym budynku administracyjno-biurowym umieszczono archiwa, gabinety dyrekcji, sale posiedzeń, biura techniczne (I piętro) i mieszkania dla personelu (II piętro). W sąsiednim piętrowym budynku znajdowały się ambulatorium oraz mieszkanie dyrektora fabryki (I piętro). W największym czteropiętrowym budynku z windą mieścił się skład modeli wytwarzanych produktów. Po przebudowie zakładu produkcja fabryki „Lilpopa” została poszerzona, dystrybucję wyrobów ułatwiał dostęp do własnej bocznicy kolejowej, znajdującej się na wykupionej posesji. Do 1914 roku wytwarzano mosty kolejowe i miejskie, realizowano prace wodociągowe, produkowano maszyny parowe różnych typów, pociski, a także wykonywano zamówienia Ministerstwa Wojny (głównie na tabor samochodowy).
W 1913 roku przedsiębiorstwo zatrudniało ok. 1900 pracowników.

### Lata 1914–1945

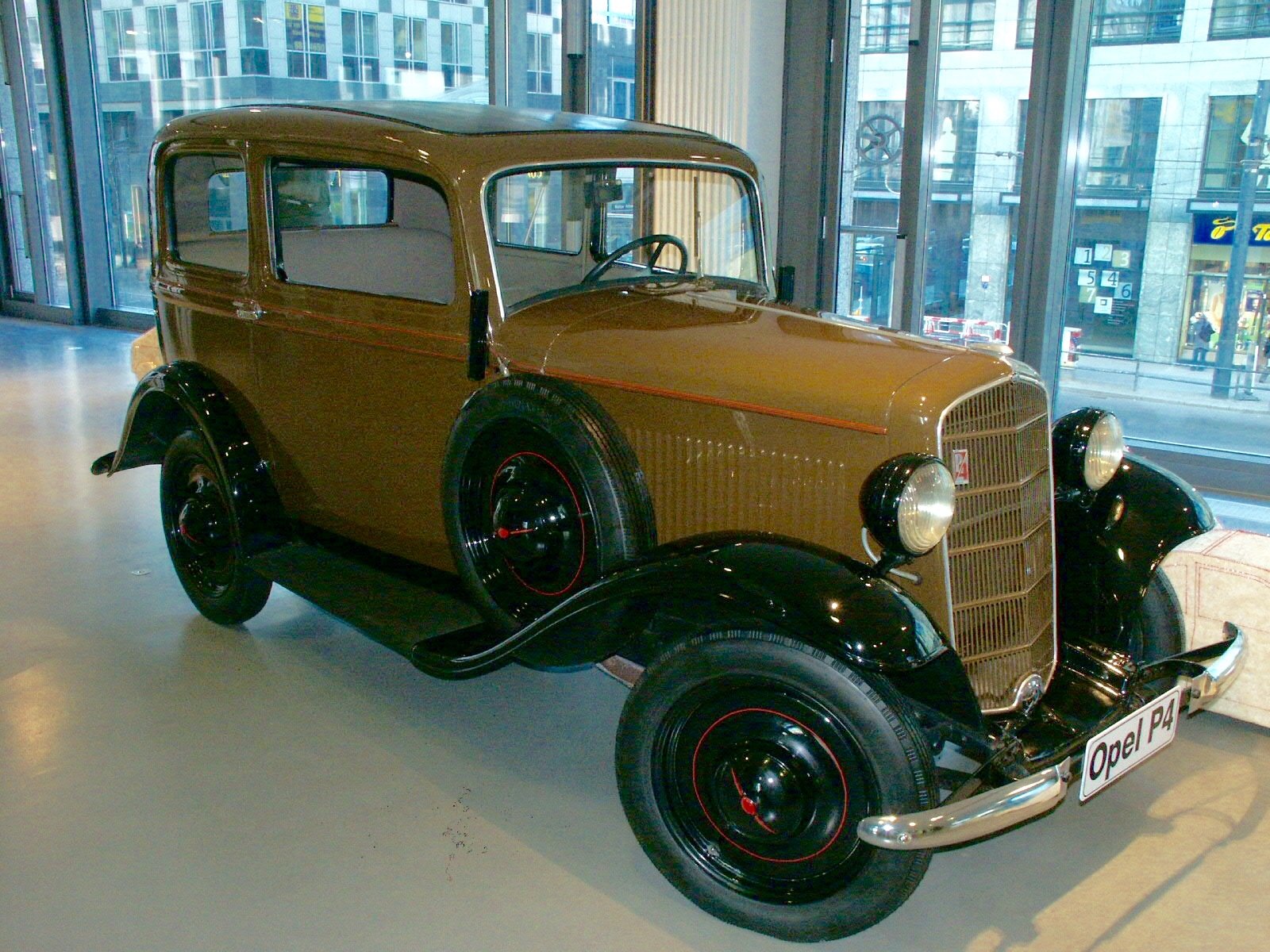
Opel P4, jeden z samochodów montowanych w latach 30. na licencji General Motors, w zakładach „Lilpop, Rau i Loewenstein” na warszawskiej Woli

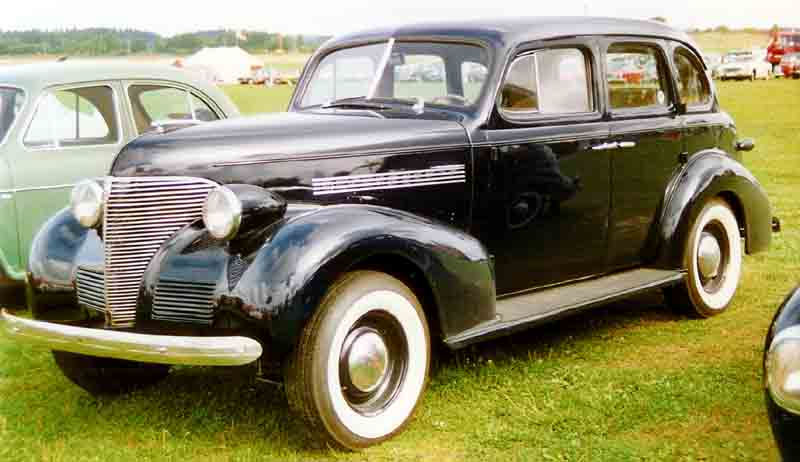
Chevrolet Master, który montowany był w LRL

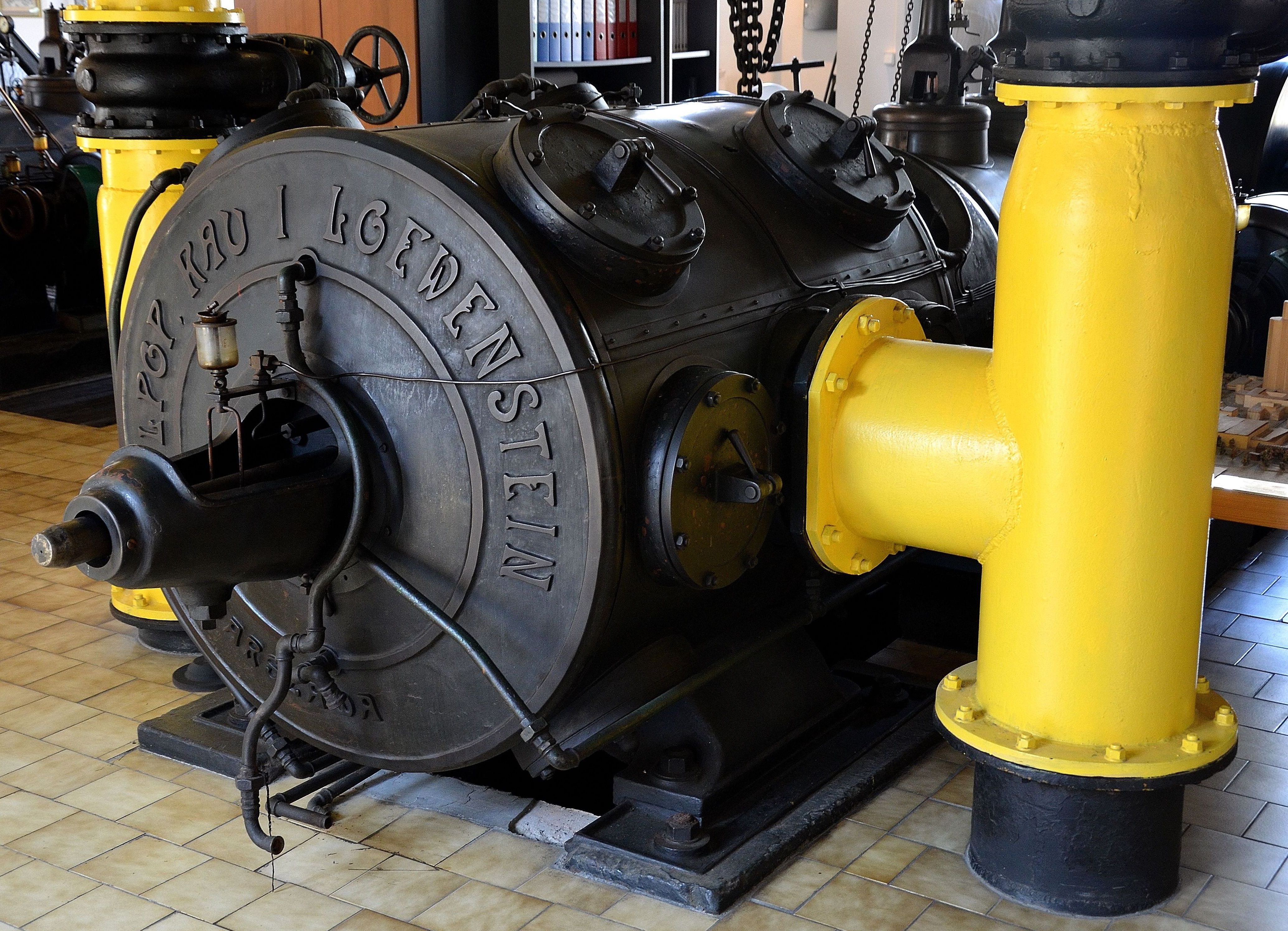
Sprężarka do gazu wyprodukowana w wolskich zakładach w latach 20. XX w. w Muzeum Gazownictwa w Warszawie

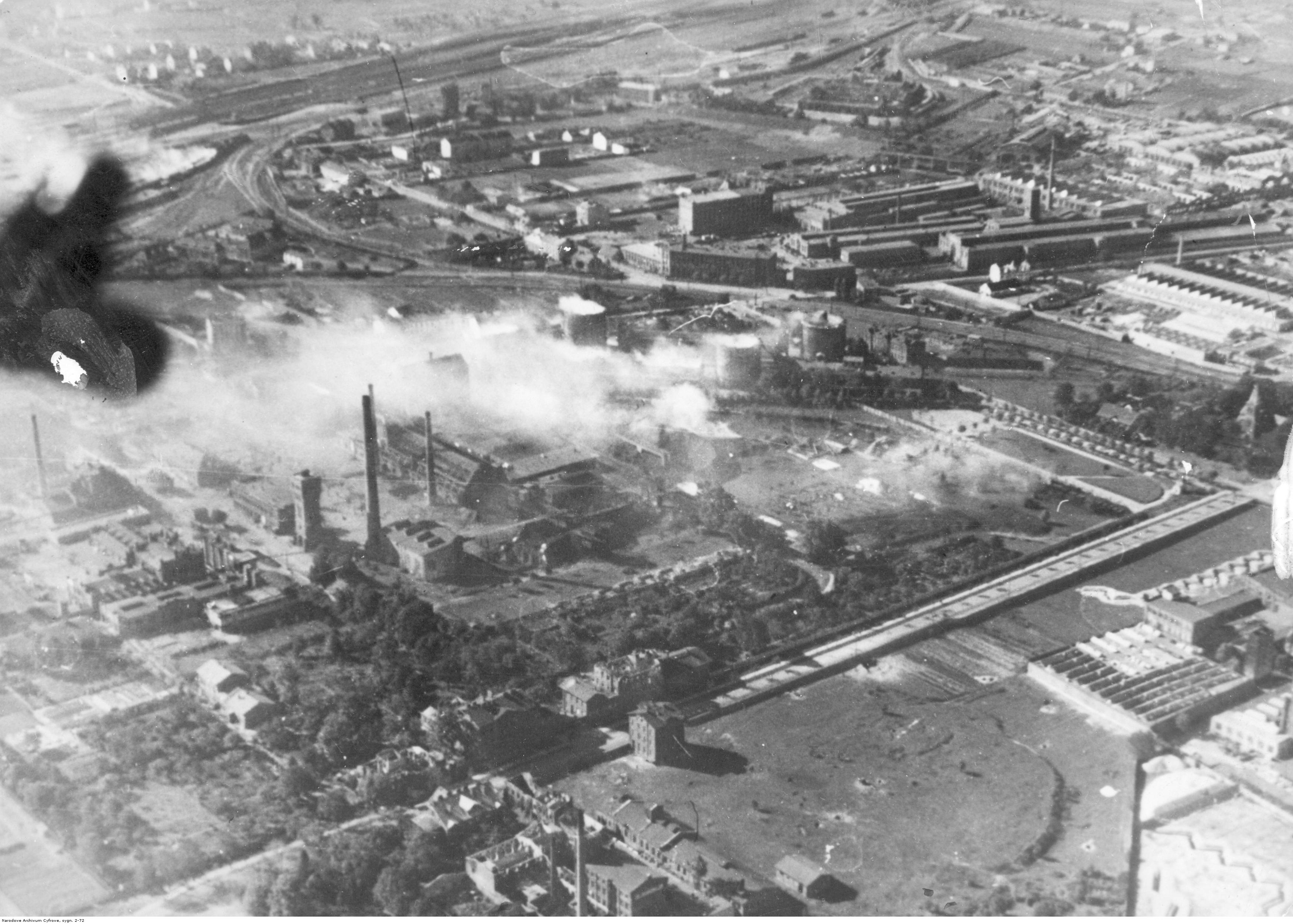
Zabudowania fabryki zbombardowane przez Luftwaffe we wrześniu 1939

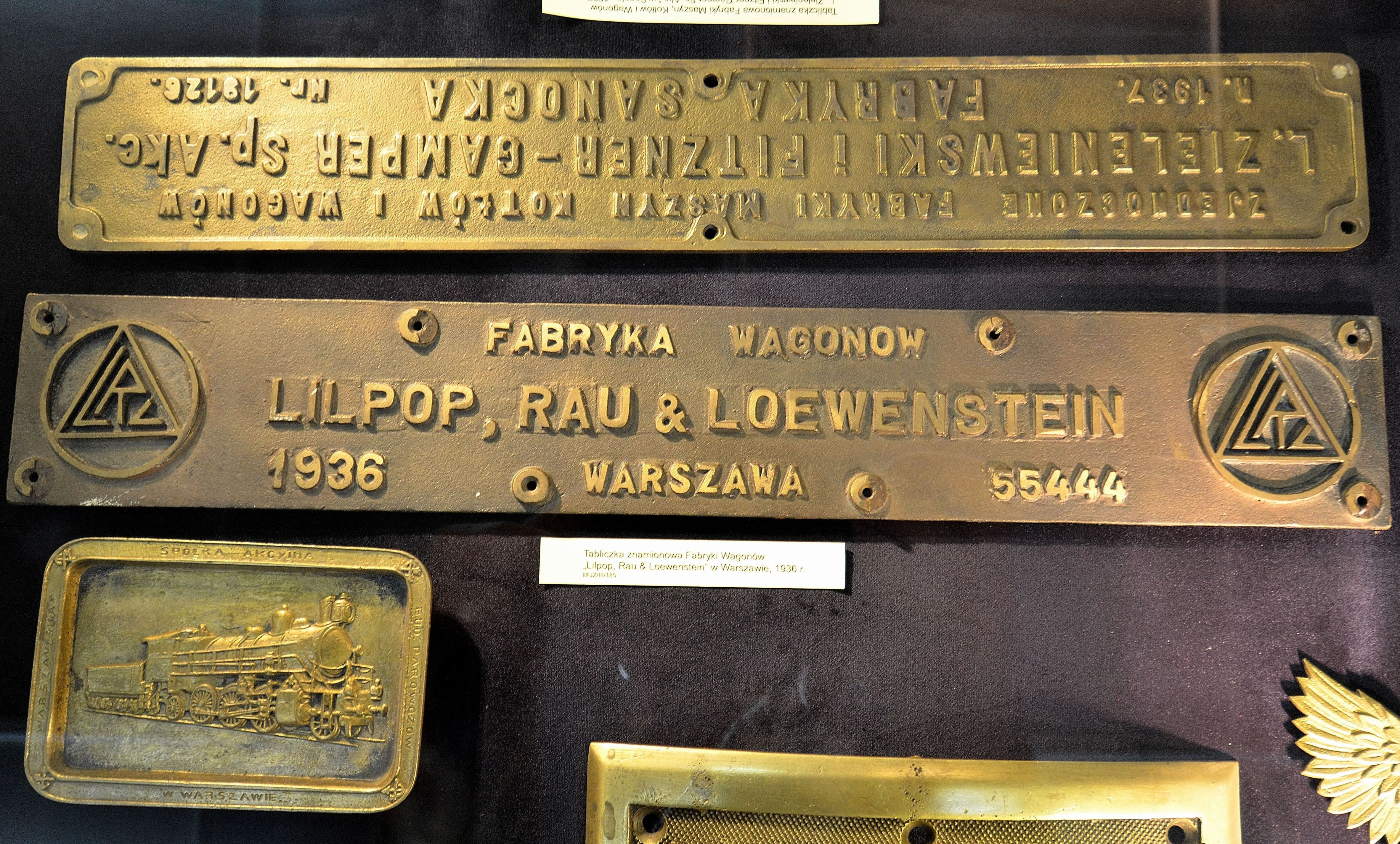
Tabliczka znamionowa Fabryki Wagonów Lilpop, Rau i Loewenstein w Muzeum Kolejnictwa w Warszawie

Po wybuchu I wojny światowej w 1914 roku produkcja spółki została przestawiona na potrzeby armii rosyjskiej. W 1915 roku produkcja została czasowo wstrzymana, a maszyny i urządzenia (zgodnie z rozkazem władz carskich) zdjęto z fundamentów i przewieziono do miasta Krzemieńczuk koło Charkowa na Ukrainie. Łącznie wywieziono 328 wagonów kolejowych zawierających większość mienia fabrycznego (o łącznej wartości 1 475 000 rubli). Na Ukrainę ewakuowano ponadto 400 osób personelu technicznego, robotniczego i administracyjnego. Fabryka produkowała bomby, szrapnele i pociski artyleryjskie. Po wybuchu rewolucji październikowej w 1917 roku fabrykę na Ukrainie znacjonalizowano, a pracownicy powrócili do Polski. Mienie fabryki (maszyny, urządzenia itp.) częściowo odzyskano na mocy ustaleń traktatu ryskiego z 1921 roku, a następnie reaktywowano działalność produkcyjną w Warszawie (w miejscu dawnej fabryki, poważnie zniszczonej w czasie działań wojennych).
W okresie II Rzeczypospolitej prezesem Rady Zarządzającej „Lilpop, Rau i Loewenstein” SA był Andrzej Rotwand. W 1927 r. przebywał w USA, gdzie prowadził zakończone sukcesem pertraktacje z Andrew Mellonem w sprawie kredytu dla spółki. Przedsiębiorstwo działało bez zakłóceń, hiperinflacja na początku lat 20. oraz okres wielkiego kryzysu (1929–1933) spowodowały przejściowe problemy. Nadal produkowano lokomotywy, wagony kolejowe i tramwajowe, turbiny wodne, motopompy, maszyny pralnicze oraz inne urządzenia techniczne. W 1936 roku spółka „Lilpop, Rau i Loewenstein” podpisała umowę licencyjną z koncernem amerykańskim General Motors Corporation. Gwarantowała ona spółce wyłączność na sprzedaż i prawo produkcji w Polsce samochodów o następujących markach: Opel, Buick, Chevrolet, Buick-Limuzyna, samochody dostawcze typu Chevrolet oraz oparte na podwoziach tej firmy autobusy i samochody ciężarowe. W 1938 roku zakład w Warszawie zajmował powierzchnię 22,5 ha, i zatrudniał 3500 osób.
Z fabryki na Woli pochodziło podwozie samochodu Chevrolet model 157 o ładowności 3 t, na którym zbudowany został w ciągu 13 dni (8 sierpnia – 21 sierpnia 1944) samochód Kubuś – jedyny do dziś zachowany oryginalny samochód pancerny produkcji polskiej.

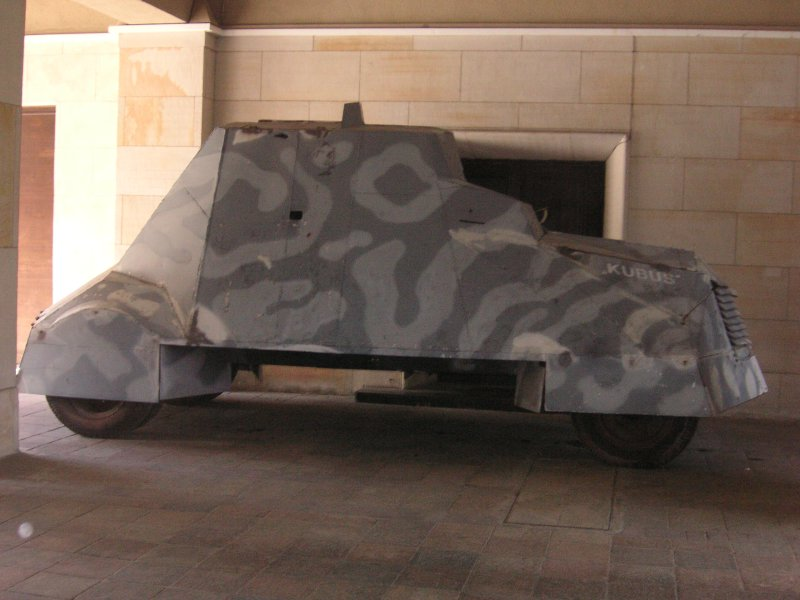
Samochód pancerny „Kubuś” na podwoziu Chevroleta model 157, z fabryki „Lilpop, Rau i Loewenstein”

We wrześniu 1938 roku spółka rozpoczęła także budowę nowego obiektu produkcyjnego w Lublinie, na przedmieściu Tatary. Planowano tam rozpoczęcie produkcji silników, mostów napędowych przednich i tylnych, układów kierowniczych, a także sprzęgieł i skrzyni przekładniowych. Roczna produkcja silników przeznaczona na potrzeby krajowe miała wynosić 10 000 sztuk. Wskutek wybuchu II wojny światowej inwestycja została przerwana.
We wrześniu 1939 roku, po rozpoczęciu agresji niemieckiej na Polskę, zarząd zakładów podjął decyzję o przekazaniu kilkuset wykończonych samochodów do Ministerstwa Spraw Wojskowych w celu wykorzystania ich do potrzeb wojennych i ewakuacji władz państwowych. Przedsiębiorstwo ucierpiało podczas obrony Warszawy.
Po rozpoczęciu okupacji niemieckiej zakład skonfiskowano na potrzeby gospodarki wojennej Niemiec, a następnie w styczniu 1940 roku włączono do koncernu Hermann Göring Werke. Zakładem kierował pełnomocnik Rzeszy Niemieckiej Hauptmann Knodt. Do końca 1941 roku zakłady produkowały węglarki, uruchomiono także produkcję sań dla potrzeb frontu wschodniego oraz prowadzono naprawy wagonów i samochodów. Później wytwarzano także m.in. kotwice do min morskich i wózki do wyrzucania min. Braki węgla, surowców i narzędzi były powodem przestojów i niskiej wydajności.
W kwietniu 1944 roku przedsiębiorstwo zatrudniało ok. 2 tys. pracowników. W sierpniu 1944 roku, w czasie powstania warszawskiego, Niemcy wywieźli do Rzeszy wszystkie maszyny, urządzenia, dokumenty spółki oraz pracowników.
Po zakończeniu walk w Warszawie w październiku 1944 roku specjalne oddziały niemieckie (Vernichtungskommando) zniszczyły hale fabryczne zakładów wysadzając je w powietrze (ocalało jedynie kilka budynków biurowych). Zabudowania fabryczne zostały zniszczone w 100%, wartość straconego mienia wyniosła 384,7 miliona złotych przedwojennych (według wartości z roku 1939).

### Po 1945
Po roku 1945 zakłady nie zostały reaktywowane, kierownictwo spółki podejmowało nieskuteczne próby reprywatyzacji majątku spółki przejętego przez władze komunistyczne powojennej Polski. W latach 1948–1952 w ocalałych ze zniszczeń wojennych budynkach biurowych przy ul. Bema 65 (obecnie al. Prymasa Tysiąclecia 48a) miały swoją siedzibę różne instytucje, np. Spółdzielnia „Pinokio” (producent zabawek), firma „Securitas”, przedsiębiorstwo Towarzystwa Świadomego Macierzyństwa, stacja maszyn liczących Biura Rozliczeń Budownictwa, na dziedzińcu przed budynkami frontowymi odbywały się licytacje taboru samochodowego miejskiego Wydziału Finansowego (licytacja używanego pojazdu mechanicznego). Od 1952 roku do 1992 roku w budynkach przy ul. Bema 65 mieściła się także siedziba Warszawskiego Przedsiębiorstwa Informatyki Przemysłu Budowlanego „Etob”.
Współcześnie w ocalałych budynkach biurowych przy al. Prymasa Tysiąclecia 48a na Woli mieszczą się różne firmy, galerie, studia fotograficzne itp. Ocalałe budowle wybudowane na przełomie XIX i XX wieku przez Augusta Rephana (właściciela fabryki, którą wykupił w 1904 „Lilpop, Rau i Loewenstein”) stanowią przykład architektury fabrycznej z końca XIX wieku. Wykonane ponad 100 lat wcześniej obiekty z czerwonej cegły, w charakterystycznym stylu budownictwa przemysłowego, nawiązywały zastosowanymi formami do modnej wówczas architektury typu obronnego (z elementami form średniowiecznych, renesansowych i manierystycznych). Pozostałością po spółce „Lilpop, Rau i Loewenstein” są także liczne produkty tej firmy, które nabrały z czasem wartości muzealnej i kolekcjonerskiej.
W 2006 roku zgłoszono projekt rewitalizacji obiektu (powstały z inicjatywy firmy „Etob” mającej prawo do jego wieczystego użytkowania), który w porozumieniu z wojewódzkim konserwatorem zabytków miałby zostać przekształcony w nowoczesny kompleks usługowo-biurowy. Planowano zachowanie dotychczasowego charakteru obiektu (który choć nie jest formalnie zabytkiem, to jego wygląd zewnętrzny podlega ochronie) oraz nadbudowę istniejących budynków wraz z powstaniem nowych utrzymanych w podobnym stylu architektonicznym.